# غلاديو
غلاديو (بالإنجليزية: Operation Gladio) هو الاسم الحركي لشبكة من المنظمات والتشكيلات الشبه عسكرية السرية أُسست كطابور خامس لتنسيق عمليات المقاومة المسلحة من لدن الاتحاد الغربي، وعملت بشكل وثيق فيما بعد مع حلف الناتو ووكالة المخابرات المركزية الأمريكية  والعديد من الأجهزة الاستخباراتية الأوروبية  خلال فترة الحرب الباردة.
أنشئت هذه المنظمات بهدف تنسيق عمليات التصدي لأي هجوم من قبل حلف وارسو بهدف احتلال وإخضاع أوروبا الغربية، غير أن عملياتها تحولت للتركيز على مهاجمة الأحزاب والتنظيمات الشيوعية. تجدر الإشارة إلى أن الاسم غلاديو هو اسم الشق الإيطالي من الشبكة؛ غير أن هذه الأسم أصبح يطلق بشكل عام في الأوساط المختصة على كافة التنظيمات السرية التي أنشئت لنفس الأغراض، إذ أن تنظيمات مماثلة أنشئت في أغلب دول حلف شمال الأطلسي والدول المحايدة كفرنسا وهولندا واليونان وتركيا وسويسرا والسويد.
قامت العديد من المنظمات المسلحة اليمينية المرتبطة بهذه التنظيمات بالهجوم على الأحزاب والمنظمات اليسارية مستخدمةً أساليب التعذيب والهجمات الإرهابية والتفجيرات وعمليات القتل المنظمة في دول مثل إيطاليا وتركيا خلال فترة الحرب الباردة.

 كما أن مسئولية ودور وكالات الاستخبارات الأجنبية كوكالة الاستخبارات المركزية الأمريكية في أحداث العنف التي جرت خلال سنوات الرصاص في إيطاليا لاتزال محل نقاش كبير.
تبنى البرلمان الأوروبي سنة 1990 قرارًا نص على ضلوع أجهزة المخابرات العسكرية التابعة لبعض الدول الأعضاء في أعمال إرهابية خطيرة وجرائم ضد المدنيين، إلا أن التقرير لم يشر إلى مدى معرفة رؤساء هذه الأجهزة أو حكوماتهم بمشاركة هذه الأجهزة و دعمها لأنشطة المنظمات السرية. حث القرار كافة الدول الأعضاء على إجراء تحقيقات قضائية عن هذه التنظيمات السرية بغية الكشف عن طرق عملها ومدى تغلغلها في مؤسسات الدولة. لم تقم أي من الدول الأعضاء ما خلا إيطاليا وسويسرا وبلجيكا بإجراء أي تحقيقات معلنة في أنشطة هذه المنظمات.
إقتبس إسم التنظيم الإيطالي من اسم السيف الروماني القصير، غلاديو (1) والذي يوجد على شعار المنظمة.

## تأسيس المجموعة و تنظيمها الهيكلي

### التجربة البريطانية خلال الحرب العالمية الثانية
بُعيد سقوط فرنسا بيد ألمانيا النازية سنة 1940، أسس رئيس الوزراء البريطاني ونستون تشرشل منظمة تنفيذ العمليات الخاصة بهدف تسهيل عمليات المقاومة و لتنفيذ عمليات التخريب في أوروبا. من المهام السرية التي أنيطت لهذه المنظمة وكشف عنها مؤخرا تشكيل فريق سري لتنفيذ عمليات مماثلة داخل الأراضي البريطانية يتم تفعيله حال حدوث غزو ألماني لأراضي المملكة المتحدة. شملت استعدادات هذا الفريق إنشاء شبكة من المقاتلين ومخازن الأسلحة نشرت عبر الأراضي البريطانية.
تم تجنيد أعضاء الشبكة بشكل جزئي من الفيلق الخامس الإسكتلندي للمتزلجين والذي تم تشكيله أساسا للقتال إلى جانب القوات الفنلندية أثناء حرب الشتاء ضد الإتحاد السوفييتي. تولى قيادة هذه الوحدات الميجور كولن جوبنز (بالإنجليزية: Colin Gubbins) الخبير في أساليب حرب العصابات والحروب غير التقليدية قبل أن ينتقل لتولي قيادة منظمة تنفيذ العمليات الخاصة. أشرف على تدريب هذه المجاميع المهندس مايكل كالفيرت (بالإنجليزية: "Mad Mike" Calvert) المتخصص في عمليات الإغارة السرية والمتفجرات. ألحقت هذه القوات رسميا بقوات الحماية المحلية كغطاء رسمي لتحركاتها. حلت هذه التشكيلات سنة 1944 حسب ما تشير له الوثائق الرسمية، وانضم جزء من أفرادها إلى فرقة القوة الجوية الخاصة.
و رغم أن الكاتب دافيد لامب قد نشر كتابا بخصوص هذه الشبكة السرية سنة 1968 فإن الاهتمام بها انتشر بشكل أوسع نتيجة نشر صحيفة الغارديان تقارير صحفية عن الشبكات خلال عقد التسعينات من القرن العشرين.

### التشكيلات السرية بعد الحرب العالمية الثانية
بعد انتهاء الحرب العالمية الثانية، قررت بريطانيا والولايات المتحدة تشكيل وحدات شبه عسكرية سرية تهدف لمجابهة أي هجوم سوفيتي محتمل عبر القيام بأعمال التخريب و عمليات حرب العصابات خلف خطوط العدو. قامت القيادات العسكرية للبلدين بتجهيز خطط إخلاء للشخصيات الهامة و القيادات العسكرية في دول أوروبا وتجهيز مخابئ للأسلحة واستقطاب أعضاء لهذه التشكيلات السرية في عدة دول أوروبية. نُظم الأعضاء في خلايا هدفها الرئيسي تشكيل نواة للمقاومة المسلحة في دولهم والقيام بعمليات التخريب والاغتيالات عند حدوث أي هجوم سوفييتي. شكلت هذه الخلايا بناءً على خبرات أعضاء منظمة تنفيذ العمليات الخاصة البريطانية في هذا النوع من الأعمال. بعد أن نشرت لجنة التحقيق الإيطالية سنة 1990 نتائج تحقيقاتها في أنشطة منظمة غلاديو، صرح القائد العام للقوات البريطانية في منطقة الراين الجنرال جون هاكيت (بالإنجليزية: John Hackett) بوجود خطط احترازية رسمت عقب الحرب العالمية الثانية تضمنت تشكيل خلايا نائمة للقيام بأعمال مقاومة خلف خطوط العدو. قبل أن يصرح القائد العام السابق لقوات الناتو في شمال أوروبا بين سنة 1979 و 1982 الجنرال آنثوني فارار هوكلي (بالإنجليزية: Anthony Farrar-Hockley) في نفس الأسبوع لصحيفة الجارديان البريطانية بوجود شبكة سرية أسست في بريطانيا عقب الحرب.
مما يجدر الإشارة إليه قيام هاكيت سنة 1978 بتأليف رواية عنوانها الحرب العالمية الثالثة: أغسطس 1985(2) تدور أحداثها حول قيام الإتحاد السوفييتي باحتلال لألمانيا الغربية. أتبعها سنة 1982 برواية الحرب العالمية الثالثة: القصة الغير مروية(3) والتي تتمحور حول عمليات المقاومة التي تديرها تشكيلات سرية. بينما سبب فارار هوكلي ضجة واسعة سنة 1983 نتيجة محاولته لتنظيم حملة دعم تهدف لإنشاء وحدة جديدة للحماية المحلية على نمط الوحدة التي أنشأتها الحكومة البريطانية إبان الحرب العالمية الثانية هدفها مجابهة غزو سوفييتي محتمل لبريطانيا.
أما حلف شمال الأطلسي فقد غدا وسيلة تنظيم وتنسيق فعالة بين هذه الخلايا التي انتشرت في عدة دول وأصبحت جزءا من خطط الحلف للحرب ضد حلف وارسو. اعتبرت العديد من الخطط الخلايا السرية جزءا أساسيا من التشكيلات القتالية، وتعاونت أجهزة الاستخبارات العسكرية في دول الحلف عبر اتفاقيات ثنائية ومتعددة الأطراف على إنشاء وتدريب وتسليح وإدارة خلايا سرية في أراضيها. فعلى سبيل المثال قامت فرنسا وبريطانيا ودول اتحاد البنلوكس بتبني سياسة مشتركة لإدارة التنظيمات السرية سنة 1947 كجزء من أنشطة الإتحاد الغربي والذي سبق إنشاء حلف شمال الأطلسي. دخلت هذه الاتفاقية والتشكيلات في الهيكل التنظيمي لحلف شمال الأطلسي خلال الفترة بين سنتي 1951 و1952 حيث أسس الحلف لجنة متخصصة للشبكات السرية. عملت اللجنة خلال فترة السلم على التنسيق بين الخلايا في دول الحلف والدول الشريكة كسويسرا والنمسا لتلافي تشتت الجهود.وانبثق من هذه اللجنة لجنتان فرعيتان على الأقل: أولاها تعنى بالتواصل والأخرى بإدارة الشبكات. علاوة على ذلك، فقد أنشأت هذه اللجنة قسما خاصا يعنى بتسهيل تقديم هذه الخلايا للدعم للقوات المسلحة الخاصة بالحلف.
أنشأت الولايات المتحدة وبريطانيا وفرنسا ودول البنلوكس سنة 1957 لجنة مشتركة لتنسيق المهام التنظيمية للخلايا السرية في أوروبا الغربية. سميت هذه اللجنة سنة 1958 لجنة الأنشطة السرية للحلفاء وغير اسمها سنة 1976 للجنة الحلفاء التنسيقية. عُدت هذه اللجنة لجنة تقنية تهدف لربط الخلايا السرية عبر أوروبا. استقت اللجنة توجيهاتها من لجنة تنسيق العمليات الخاصة الرئيسية في حلف شمال الأطلسي. بحلول سنة 1961، غدا جليا أن تعدد اللجان في الحلف لايغني عن قيام كل دولة بدورها في تجهيز وتسليح هذه الخلايا، وأن حجم وتوزيع هذه التنظيمات يعود بشكل أساسي لتقديرات الحكومات المعنية.
مما ذكره المؤرخ دانيال غانسر في سياق شرح هذه الجزئية:

تم إنشاء قيادة ثانية لهذه الجيوش السرية سنة 1957 تحت اسم لجنة العمليات السرية للحلفاء (ACC اختصارا) بتوجيه من القيادة العامة للحلف في أوروبا. أعطت هذه القيادة تأثيرا متعاظما للولايات المتحدة على أنشطة هذه الخلايا السرية نتيجة لتَرَؤُسِ جنرال أمريكي - يتلقى أوامره من البنتاغون - القيادة العامة لقوات الحلف في أوروبا رغم تواجد هذه القيادة في بلجيكا.
تضمنت مهام هذه القيادة تحديد مهام الشبكات، وتطوير قدراتها على العمل السري، وتجهيز قواعد خاصة للتدريبات في الولايات المتحدة وبريطانيا. وفي حال اندلاع الحرب تتحول مهام القيادة إلى تنسيق عمل الخلايا بالتشاور مع القيادة العامة لحلف شمال الأطلسي. وحسب ما أفاد به رئيس وكالة الاستخبارات الأمريكية السابق ويليام كولبي (بالإنجليزية: William Colby) فإن هذا التأثير الأمريكي الجلي على قيادة الشبكات قد يسبب مشكلة متعاظمة للولايات المتحدة.
واقعيل، فإن هذه الجيوش السرية تدار من قبل المخابرات العسكرية بالتنسيق مع حلف شمال الأطلسي وبتعاون وطيد مع وكالة الاستخبارات المركزية الأمريكية والمخابرات السرية البريطانية. يتم تدريب أفراد هذه الشبكات مع القوات الخاصة الأمريكية والقوات الخاصة البريطانية، وأنشئت لهذه الجيوش السرية مخابئ أسلحة سرية، كما جهزوا للقتال عند حدوث غزو سوفييتي أو نجاح الأحزاب الشيوعية في الوصول إلى سدة الحكم في دولهم. تغطي هذه الشبكة الدولية من الخلايا و الجيوش السرية كافة الدول الأوروبية في حلف شمال الأطلسي، بما في ذلك بلجيكا والدنمارك وفرنسا وألمانيا واليونان وإيطاليا واللوكسمبورغ وهولندا والنرويج والبرتغال وإسبانيا وتركيا، كما أنها تنتشر في دول محايدة كالنمسا و فنلندا والسويد وسويسرا.

نفت وكالة الاستخبارات المركزية الأمريكية ادعاءات غانسر وأفادت بعدم وجود دليل قاطع لديه -أو لدى غيره- يؤكد مشاركة الولايات المتحدة في هذه الأنشطة. كما نفت ادعاءه في كتابه أن سياسات الوكالة الخاصة بالعمليات الخاصة تعد "سياسات إرهابية"، اتهامه الوكالة باستخدام مواردها لنشر الإرهاب السياسي. و أوضحت الوكالة أن جميع المصادر التي اعتمد عليها مصادر ثانوية في غالبها، قبل الإشارة إلى إقراره بعدم قدرته على الحصول على أي وثائق تثبت ضلوع المخابرات الأمريكية أو أي حكومات أوروبية في أنشطة غلاديو.

## الكشف عن شبكات العملية غلاديو
بقي وجود و نشاط هذه الوحدات السرية لحلف الناتو محاطا بالكتمان خلال فترة الحرب الباردة وحتى سنة 1990 عندما كشف رسميا عن وجود وحدة في إيطاليا. شكل الكشف عن المنظمة الإيطالية ردة فعل عنيفة، ونشرت الصحف الإيطالية عدة مقالات تحدثت عن كون هذه التشكيلات من أكثر الأسرار العسكرية والسياسية حساسية وإثارة للجدل منذ نهاية الحرب العالمية الثانية. نتج عن هذه التحقيقات الصحفية ضغط شعبي عارم أجبر الحكومة الإيطالية في نهاية المطاف على التعهد بحل هذه المنظمة وتعليق كافة أنشطتها. أكدت إيطاليا وجود منظمات مماثلة في كافة دول أوروبا الغربية، وثبتت صحة هذه المزاعم عندما ظهرت نتائج التحقيقات. أظهرت التحقيقات وجود وحدة في بلجيكا تحت اسم SDRA8 ووحدة في الدنمارك بإسم Absalon ووحدة في ألمانيا الغربية تحت إسم TD BDJ ووحدة مماثلة في اليونان بإسم LOK. كما ظهر للعلن وجود وحدات في كل من اللكسمبورغ (وحدة Stay Behind) وهولندا (وحدة I&O) ووالنرويج (وحدة ROC) والبرتغال (وحدة Aginter Press) وأسبانيا (وحدة Red Quantum) وسويسرا (وحدة P26) وتركيا (وحدةالحرب الخاصة (بالتركية: Özel Harp Dairesi)) إضافة لوحدة AGAG في السويد (بالسويدية: Aktions Gruppen Arla Gryning) ووحدة Plan Bleu في فرنسا ووحدة OWSGV في النمسا. تم تأكيد وجود وحدة مماثلة في فنلندا إلا أن اسم الوحدة لم ينشر.
بعد الكشف عن الشبكة الإيطالية، أصدر البرلمان الأوروبي قراراً يدين بشدة هذه الشبكات السرية وطلب التحقيق في أنشطتها. لم تقم سوى إيطاليا وسويسرا وبلجيكا بالتحقيق في أنشطة هذه الشبكات، بينما رفضت إدارة الرئيس الأمريكي جورج بوش الأب التعليق على الأمر برمته.
ورغم إثارة هذه التشكيلات للجدل وسعي الجهات المختصة للحفاظ على سريتها، إلا أن العديد من مخابئ الأسلحة والخلايا السرية قد اكتشفت بالفعل، الأمر الذي أدى لحل السلطات الإيطالية بعضا من هذه التشكيلات قبل أن تعلن رسميا عن وجودها.
إضافة إلى ماسبق، فقد نشرت وكالة رويترز للأنباء بتاريخ 13 نوفمبر 1990 أن "هذه الشبكات لم تُستدعَ أبدا لمقاومة الغزو السوفييتي". كما صرح آندريه مويان العضو السابق في جهاز الأمن العسكري البلجيكي وعضو التشكيل البلجيكي بأن تنظيمات غلاديو لم تكن فقط شبكة مناهضة للشيوعية، بل كانت شبكة أسست لمحاربة أعمال التخريب بشكل عام قبل أن يضيف بأن الشبكة تلقت مبلغ 142 مليون فرنك بلجيكي (ما يقارب 4.6 مليون دولار أمريكي) لشراء معدات للاتصالات.
خلصت لجان التحقيق في الدول الثلاثة إلى نتائج متضاربة. فلجنة التحقيق الإيطالية مثلا خلصت إلى تجنيد تنظيمات يمينية متطرفة كتنظيم طائر الفينيق (بالإيطالية: La Fenice) وتنظيم الطليعة الوطنية (بالإيطالية: Avanguardia Nazionale) وتنظيم النظام الجديد (بالإيطالية: Ordine Nuovo) للقيام بأعمال مرتبطة بشبكة غلاديو تحت إشراف أجهزة الدولة الإيطالية ووكالة الاستخبارات المركزية الأمريكية. أما لجنة التحقيق السويسرية فاستنتجت قيام الجيش السويسري بالتعاون مع المخابرات البريطانية في عملية مشتركة لإنشاء جيش سري أطلق عليه اسم P-26 (المشروع 26) تم تدريبه على أعمال القتال وتقنيات الاتصالات وعمليات التخريب. كما كشف تقرير اللجنة أن هذه المجموعة لم تنشأ فقط لتنظيم المقاومة في حال حصول هجوم سوفييتي، بل خُطط لها كي تُنَشَّط في حال حصول اليسار على أغلبية برلمانية تتيح له تشكيل حكومة.
أما التحقيق البلجيكي فلم يسفر عن أي أدلة ملموسة تخص مشاركة الجيش البلجيكي في هذا النوع من الأنشطة، أو مساهمة الجيش البلجيكي في أي أنشطة إرهابية. إلا أن تقرير التحقيق أشار إلى رفض جهاز الأمن الوطني البلجيكي التعاون مع لجنة التحقيق وتزويد أعضائها بأسماء منتسبي التنظيم أو معلومات قد تسلط الضوء على مدى مشاركة أجهزة الأمن البلجيكية في أنشطة الشبكات السرية.
وفي تطور لافت، أشار تقرير برلماني إيطالي قدمه التحالف اليساري المعروف بإسم التحالف الديمقراطي لشجرة الزيتون (بالإيطالية: Gruppo Democratici di Sinistra l'Ulivo) سنة 2000 بأن الهجمات الإرهابية و المجازر والتفجيرات قد رتبت و نفذت بأوامر من شخصيات تقلدت مناصب هامة داخل أجهزة الدولة الإيطالية ولها علاقات بأجهزة الاستخبارات الأمريكية. كما أن التقرير اتهم الولايات المتحدة الأمريكية صراحة بدعم استراتيجية التوتر.
و في رد على هذه الادعاءات، أصدرت وزارة الخارجية الأمريكية بيانا في يناير 2006 يشير إلى أن أي ادعاء بأن الولايات المتحدة قد أمرت أو دعمت أو سمحت بأي أنشطة إرهابية عبر وحدات سرية شبه عسكرية، أو أنها قد خططت لعمليات "راية مزيفة" ليست سوى عمليات تضليل قد جهزت مسبقا من طرف الإتحاد السوفييتي السابق وأنها تستند على وثائق مزيفة قامت الأجهزة السوفييتية بإعدادها.

## العمليات في دول حلف الناتو

### إيطاليا
أنشئت المنظمة في إيطاليا تحت إشراف وزارة الدفاع الإيطالية برئاسة الوزير باولو إيميليو تافايني (بالإيطالية: Paolo Emilio Taviani). ظهرت المنظمة للعلن رسميا عبر تصريح رئيس الوزراء الإيطالي جوليو أندريوتي(بالإيطالية: Giulio Andreotti) لمجلس النواب الإيطالي بتاريخ 24 أكتوبر 1990 بوجودها، غير أن الإشاعات بوجود منظمة شبه عسكرية سرية طفت للسطح سنة 1984 خلال محاكمة اليميني المتطرف فينتشنزو فينتشيجيرا(بالإيطالية: Vincenzo Vinciguerra). يؤكد المحلل الإعلامي إدوارد هيرمن أن رئيس إيطاليا فرانسيسكو كوسيغا و رئيس الوزراء جوليو أندريوتي لهما ارتباطات بالمنظمة وساهما بشكل كبير في إبقائها مخفية عن الرأي العام.
كما أن بعض الوثائق التي رفعت عنها السرية وتعود لسنة 1972 تشير إلى ضغوط تهدف لاستخدام شبكة غلاديو في مواجهة القلاقل الداخلية، رغم مخالفة هذا للهدف الذي أسست المنظمة من أجله. كما تشير هذه الوثائق أنه على الرغم من هذه الضغوط التي قام بها الأمريكيون لاستخدام المنظمة في أغراض إثارة القلاقل إلا أنه من الواضح عدم نجاح هذه المساعي.
خلال الكشف عن هذه المنظمة في إيطاليا، قدم رئيس الوزراء للمحققين قائمة تضم أسماء 622 مدنيا يعدون جزءا من التشكيل، كما أفاد بأن 127 مخبأً للأسلحة تم إفراغها، قبل أن يشير إلى عدم تورط المجموعة في الهجمات الدامية التي هزت إيطاليا خلال سنوات الرصاص(4)
كما أفاد بأن إيطاليا التنظيم الإيطالي انضم لنظرائه الأوروبيين سنة 1964، إلا أن التحقيقات أثبتت فيما بعد أن القائمة التي قدمتها الحكومة الإيطالية للمحققين غير مكتملة، وأن المنظمة أنشأت بين سنتي 1953 و 1958 تحت إشراف وزارة الدفاع الإيطالية. كما أن هذه المنظمة و غيرها من المنظمات في أوروبا أصبحت تحت إشراف حلف شمال الأطلسي سنة 1959.
وكشفت التحقيقات القضائية الإيطالية برئاسة القاضي جوديو سالفيني (بالإيطالية: Guido Salvini) أن العديد من المنظمات الإرهابية اليمينية جُنِّدت من قبل وكالة الاستخبارات المركزية.
 كما كشفت هذه التحقيقات وجود تعليمات باختراق التنظيمات اليسارية واختلاق التوترات والقيام بهجمات تلقى فيها اللائمة على اليساريين. ونقل عن القاضي قوله:
كان الدور الأمريكي مبهما للغاية؛ متأرجحا بين معرفة مسبقة بحصول هذه الهجمات البشعة دون التدخل لإيقافها، وبين إصدار الأوامر للقيام بالهجمات.

### بلجيكا
بعد إنسحاب فرنسا من التنظيم الهيكلي العسكري لحلف شمال الأطلسي سنة 1967 نقل المقر الرئيسي للعمليات العسكرية إلى مدينة مونز البلجيكية. عقب نفي السلطات الفرنسية لأي تواجد لجيش سري على أراضيها رد رئيس الوزراء الإيطالي بالتصريح أن أخر إجتماع للجنة العمليات السرية للحلفاء (ACC) أجري برئاسة الجنرال البلجيكي فان كاسلر رئيس جهاز الإستخبارات البلجيكية، وبحضور ممثلين عن الجيش السري الفرنسي بتاريخ 23 و 24 أكتوبر 1990. نتيجة لهذا التصريح، قام وزير الدفاع البلجيكي غي كويم (بالفرنسية: Guy Coëme) بتأكيد وجود جيش سري بلجيكي. أدى هذا التأكيد لظهور مخاوف من إرتباط المنظمة البلجيكية بأعمال إرهابية مماثلة لأعمال المنظمة الإيطالية.
.
في ذات الأثناء، أصدر البرلمان الأوروبي بيانا أدان فيه سعي حلف شمال الأطلسي والولايات المتحدة الأمريكية التحكم في سياسات الدول الأوروبية عبر المنظمات والجيوش السرية
 
نتج عن الكشف عن وجود التنظيم السري في بلجيكا صدور تشريعات جديدة تحدد أسلوب وأهداف أجهزة الإستخبارات، وإخضاعها لسيطرة الحكومة الفيديرالية البلجيكية سنة 1998. كما أنشأت بلجيكا لجان تحقيق في أحداث مجازر باربانت التي جرت في ثمانينيات القرن العشرين و علاقة الجيش السري البلجيكي بتنظيم وستلاند نيو بوست اليميني المتطرف.

### الدنمارك
أسست منظمة شبيهة في الدنمارك سميت آبسلون (بالدنماركية: Absalon) نسبة إلى رئيس أساقفة دنماركي من القرن العاشر الميلادي. وكلت قيادة المنظمة إلى إي.جاي. هاردر. تم ضم المنظمة للمخابرات العسكرية السرية الدنماركية (بالدنماركية: Forsvarets Efterretningstjeneste) بهدف اضفاء السرية على أنشطتها وتحركاتها. مما ذكره المدير العام السابق لجهاز المخابرات المركزية الأمريكية وليام كولبي في سياق سرده لمذكراته التي نشرت سنة 1978 تجربته في إنشاء المنظمات السرية في اسكندنافيا:

إختلف الوضع بإختلاف الدول في إسكندنافيا. كانت النرويج و الدنمارك حلفاء لحلف شمال الأطلسي، تمسكت السويد بحيادها الذي حماها خلال الحربين العالميتين، وكان على فنلندا أن توازن سياستها الخارجية نظرا لوجود الإتحاد السوفيتي مباشرة على حدودها.قام الجزء الأول من هذه الدول بإنشاء جيوشها السرية الخاصة على أمل أن يتم تفعيلها من المنفى في حال الهجوم عليها. كان من المهم تنسيق أعمال هذه الخلايا مع خطط حلف شمال الأطلسي، وربط أجهزة اتصالاتها لترتبط بمقار حكوماتها في المنفى، وتوفير معدات خاصة من وكالة الإستخبارات المركزية كي يتم إخفاؤها في مخازن سرية لتكون جاهزة للإستعمال متى ما دعت الحاجة. أما القسم الثاني فوقعت مهمة إنشاء هذه الخلايا فيها على وكالة المخابرات المركزية التي قامت بنفسها أو على أحسن تقدير بمساعدة "غير رسمية" من السلطات المحلية بإنشاء و تدريب وتسليح هذه المنظمات نظرا لأن سياسات هذه الدول تمنعها من التعامل المباشر مع حلف شمال الأطلسي. كانت السرية أمرا هاما للغاية حيث أن إكتشاف أي أنشطة من هذا النوع سيؤدي إلى معارضة فورية من الصحافة المحلية واليساريين والديبلوماسيين السوفييت ؛إضافة إلى معارضة المواطنين الذين يأملون أن يكون حياد دولهم أو عدم إرتباطهم بأحد طرفي الحرب الباردة ضمانا لنجاة بلدانهم من تأثيرات الحرب العالمية الثالثة.

### فرنسا
أشار وزير الداخلية الفرنسي إدوارد ديبرو (بالفرنسية: Édouard Depreux) إلى وجود جيش سري في فرنسا تحت الإسم الحركي "الخطة ازرق - Plan Bleu". أسس هذا الجيش بعد سنة من تأسيس لجنة الإتحاد الغربي للعمليات السرية (بالإنجليزية: Western Union Clandestine Committee - (WUCC)) لتنسيق أعمال الجيوش السرية وأساليب الحرب غير التقليدية. أضحت هذه اللجنة جزءا من حلف شمال الأطلسي سنة 1949 الذي كان مقره الرئيسي في فرنسا تحت إسم لجنة تخطيط العمليات السرية CPC. كما أنشأ الحلف لجنة العمليات السرية للحلفاء (ACC) سنة 1958 لتنظيم خطط الحروب السرية.
تم تدعيم هذا الجيش بأعضاء من جهاز خدمة التوثيق الخارجي ومكافحة التجسس (SDECE) والدعم العسكري فرقة المظليين 11.
إدعى المدير العام السابق لجهاز المخابرات الخارجية الفرنسي (DGSE) الأدميرال بيير لاكوست سنة 1992 خلال لقاء صحفي قيام أعضاء من الشبكة بأنشطة إرهابية ضد الرئيس الفرنسي شارل ديجول نتيجة سياساته الخاصة بالجزائر. كما أن جزءا من فرقة المظليين 11 إنشق نتيجة لإتفاقيات إيفيان سنة 1962 ليؤسس منظمة الجيش السري الفرنسي، غير أنه ليس من الواضح مدى إرتباط هذه المنظمة بشبكة "الخطة أزرق"
كما أن شبكتي الرياح العالية (بالفرنسية: La Rose des Vents) و قوس قزح (بالفرنسية: Arc-en-ciel) كانتا جزءا من شبكة غلاديو.

آلت قيادة المنظمة في منطقة ليون إلى فرانسوا دو جروسوفر. قام دو جروسوفر بالسعي لحث كونستانتين ميلنيك رئيس قسم الخدمة السرية الفرنسية أثناء حرب الإستقلال الجزائرية المقيم في المنفى وذي العلاقات مع مجموعة راند على العودة للعمل في المنظمة إلى أن لقي حتفه في حادثة إنتحاره المزعومة بتاريخ 7 أبريل 1994. يُعتقد أن كونستانتين ميلنيك قد إضطلع بدور محوري في إنشاء التنظيم السيادي لمعبد الشمس (بالفرنسية: Ordre Souverain du Temple Solaire) وهو تنظيم إهتم جهاز خدمة التوثيق الخارجي ومكافحة التجسس (SDECE) كثيرا بأنشطته.

### ألمانيا الغربية
ساهمت وكالة الإستخبارات المركزية الأمريكية في إنشاء شبكة سرية في ألمانيا الغربية حسب ما تثبته وثائق رفعت عنها السرية سنة 2006. كما أن الواشنطن بوست نشرت ما يفيد انضمام عنصرين على الأقل من قوات الأمن الخاصة النازية للشبكة أن التنظيم كان تحت إداره ضابط نازي سابق هو المقدم والتر كوب. تضيف الوثائق أن هذه المنظمة حلت سنة 1953 لخشية القائمين عليها من إفتضاح تعاطف أفرادها مع الأفكار النازية الجديدة.
كما تظهر وثائق إطلعت عليها لحنة برلمانية إيطالية زيارة مسئولين بريطانيين وفرنسيين لقاعدة تدريبية للمنظمة في ألمانيا أنشأت بدعم مالي أمريكي.
اعتقلت سكرتيرة المخابرات الألمانية BND هايدرن هوفر عقب كشفها عن هذه المنظمات لزوجها الذي إتضح في ما بعد أنه جاسوس يعمل لصالح المخابرات السوفييتية. ونشر الكاتب الألماني نوبيرت جيرتسكو كتابا حول عمله في جهاز المخابرات الألمانية أوضح فيه تفاصيل تجنيد العملاء للعمل في هذه الشبكات. أشار جيرتسكو أن المخابرات الألمانية أسست جيشا سريا متكاملا، إلا أنها إكتشفت عقب سقوط جدار برلين أن مخابرات ألمانيا الشرقية كانت على علم بوجود وأنشطة هذا الجيش منذ تأسيسه.

### اليونان
عند إنضمام اليونان لحلف شمال الأطلسي سنة 1952 تم ربط القوات اليونانية الخاصة المنضوية تحت لواء القوات المنقولة جوا الأول (باليونانية: 1η Ταξιαρχία Kαταδρομών-Αλεξιπτωτιστών) بشبكة الجيوش السرية الأوروبية. أكدت وكالة الإستخبارات المركزية الأمريكية والقوات اليونانية الخاصة هذه الشراكة سنة 1955 بتوقيع مذكرة تفاهم سرية مثل الطرف الأمريكي فيها الجنرال الأمريكي لوشيان ترسكوت والقائد الأعلى للجيش اليوناني كونستانتينوس دوفاس. كانت المهمة الرئيسية لهذا الجيش التحضير لغزو سوفييتي، غير أن وكالة الإستخبارات الأمريكية أصدرت تعليمات لهذا الجيش كي يقوم بمجابهة أي إنقلاب يساري محتمل.
كما تشير بعض المعطيات أن هذا الجيش السري قد كان من الأطراف التي شاركت في إنقلاب 1967 والذي وقع قبل شهر من تاريخ الإنتخابات التي أشارت استطلاعات الرأي حينها أن من المرجح فوز التآلف اليساري بها. نتج عن الإنقلاب تشكيل حكومة عسكرية وإعتقال عشرة آلاف شخص.
بعد نشر تحقيقات القضاء الإيطالي، صرح وزير الدفاع اليوناني بوجود جيش سري سابقا، وأن هذا الجيش ظل نشطا حتى حله سنة 1988.
إتهمت صحيفة يونانية هذه الشبكة بإغتيال رئيس مكتب وكالة الإستخبارات المركزية الأمريكية في أثينا ريتشارد ولش سنة 1975، وإغتيال الملحق العسكري البريطاني في اليونان ستيفن ساندرز سنة 2000. نفت وزارة الخارجية الأمريكية هذه الإدعاءات، وصرحت في سياق تعليقها أنه حسب ما أظهرته التحقيقات فإن الهجومين يحملان بصمة منظمة 17 نوفمبر الإرهابية اليونانية، وأنه لايمكن الربط بين الشبكات وبين العمليتين، خاصة وأن إغتيال الملحق العسكري البريطاني تم سنة 2000 بينما حل التشكيل سنة 1988.

### هولندا
بدأت الشكوك تحوم حول وجود منظمة سرية في هولندا بعد إكتشاف مخازن أسلحة كبيرة سنة 1980 و 1983. فعلى سبيل المثال إكشف بعض الأشخاص مخبئا كبيرا للأسلحة يضم العشرات من القنابل اليدوية والأسلحة الرشاشة و المسدسات علاوة على كمية ضخمة من الذخيرة والمتفجرات. أجبر هذان الإكتشافان السلطات الهولندية على الإعتراف بأن تخزين هذه الأسلحة جزء من التحضيرات المتعلقة بخطة حرب غير تقليدية رسمها حلف شمال الأطلسي في حال اندلاع حرب مع الإتحاد السوفييتي
صرح رئيس وزراء هولندا رود لوبرز سنة 1990 للبرلمان الهولندي بوجود منظمة سرية تعمل في إطار الجيش الهولندي منذ خمسينيات القرن العشرين، إلا أنه نفى خضوعها للإشراف المباشر أو غير المباشر لحلف شمال الأطلسي أو أية جهات خارجية. كما أضاف أن رؤساء الوزراء ووزراء الدفاع السابقين فضلوا عدم إخطار البرلمان أو الوزراء الآخرين بوجود هذه المنظمة. وأضاف بأن الهدف من إنشاء هذه المنظمة هو تلافي تجربة الحرب العالمية الثانية والقيام بإخلاء العائلة الملكية، ونقل الحكومة خارج هولندا إلى مقر جديد وتشكيل حكومة في المنفى.
كما أضاف أن من أهداف المنظمة توفير المعلومات الإستخباراتية للحكومة في المنفى، وأن منتسبيها خضعوا لتدريبات قتالية وتدريبات في حرب العصابات، بينما أكد وزير الدفاع السابق هانك فيدلنغ أن هذه المنظمة أنشأت مخازن أسلحة بهدف القيام بأعمال تخريب عبر هولندا في حال وقوع أي غزو سوفييتي لهولندا.
صرحت الحكومة الهولندية لاحقا بأن مخبأ الأسلحة الذي اكتشفه مدنيون سنة 1983 قد سرقت بعض محتوياته.
وأذيع تقرير تلفزي سنة 2007 تضمن إدعاءات حول نهب مخبأ أسلحة في ثمانينيات القرن العشرين وأن هذه الأسلحة قد عثر عليها لدى عصابات إجرامية سنة 1991. وأضاف التقرير أن وكالة الإستخبارات العسكرية الهولندية MIVD فضلت عدم الإفصاح عن إرتباط هذه الأسلحة بشبكة غلاديو نظرا لحساسية الموضوع سياسيا.

### النرويج
قام رئيس وحدة الإستخبارات النرويجية فيليهم إيفانغ سنة 1957 بالإعتراض بشكل كبير على أنشطة التحالف الغربي الإستخباراتية في النرويج خصوصا الأنشطة التي يقوم بها الضباط في قاعدة كولساس العسكرية. تضمنت هذه الأنشطة القيام بوضع قوائم سوداء لمواطنين نرويجيين. رفضت قيادات التحالف الغربي العسكرية هذه الإدعاءات. وعولج الموقف بتلقي النرويج ضمانات حول طريقة عمل الضباط في القاعدة وأنشطة الجيش السري في النرويج.

إكتشفت الشرطة النرويجية مخزنا للأسلحة ومعدات الإتصال في كوخ جبلي يمتلكه رجل أعمال تم إعتقاله لقيامه بالإتجار في الكحول بدون ترخيص. إدعى رجل الأعمال أن هذه الأسلحة والمعدات قد سلمت له من طرف سلطات الإستخبارات النرويجية، الأمر الذي أدى لإفصاح وزير الدفاع آنئذ رولف آرثر هانسن أن هذه الأسلحة تخص شبكة سرية نرويجية، وأن هذه الشبكة لا ترتبط بأي علاقات مع حلف شمال الأطلسي أو وكالة الإستخبارات المركزية الأمريكية.

### تركيا
كانت تركيا من أوائل الدول التي شاركت في أنشطة عملية غلاديو،كما أنها من الدول الرئيسية التي دفعت الولايات المتحدة لتبني لمبدأ ترومان. يعتقد الكثير من الكتاب والمحللين أن هذه الشبكات لم يتم حلها في تركيا، وأن تركيا هي الدولة الوحيدة التي لا تزال تدير منظمات سرية ارتبطت بعملية غلاديو.
أفصح رئيس الوزراء التركي بولنت أجاويد وجود هذه الشبكات في تركيا سنة 1973، ويشتبه في ضلوعها في العديد من الأحداث، لعل أبرزها مجزرة ميدان تقسيم في إسطنبول سنة 1977

## عمليات المنظمة في دول خارج حلف الناتو

### النمسا
كشف النقاب عن أول جيش سري في النمسا سنة 1947. أسس هذا الجيش المتطرفان اليمينيان ثيودور سوسك وهيجو روزنر. أصر ثيودور سوسك وهيجو روزنر خلال محاكمتهما أنهما قاما بإنشاء المنظمة جزء من مهمة سرية بإشراف ودعم القوات الأمريكية والبريطانية التي تحتل النمسا. ورغم حكم القضاء النمساوي عليهما بالإعدام فقد أصدر الرئيس النمساوي ثيودور كورنر عفوا خاصا عنهما في ظروف غامضة.
قام وزير الداخلية النمساوي فرانز أولاه بإنشاء جيش سري آخر تحت مسمى "الرابطة النمساوية للتسلق و الرياضة والمجتمع (بالألمانية: Österreichischer Wander-, Sport- und Geselligkeitsverein - OeWSGV) بمساعدة وكالة الإستخبارات المركزية الأمريكية والإستخبارات البريطانية. صرح فرانز أولاه لاحقا أن قيادات التنظيم قامت بشراء السيارات وإنشاء مراكز الإتصالات وتدريب الأعضاء على إستخدام الأسلحة والمتفجرات. ناهز عدد أعضاء هذه المنظمة الألفين، ولم يعلم بأنشطة المنظمة سوى قلة قليلة من السياسيين ذوي المناصب العليا وبعض أعضاء الإتحاد النمساوي.
إكتشفت الشرطة النمساوية سنة 1965 مخبأ أسلحة تابع للمنظمة في منجم قديم. وأجبرت الحكومة النمساوية السلطات البريطانية على تقديم لائحة بأماكن مخابئ الأسلحة. قدمت السلطات البريطانية قائمة بها ثلاث وثلاثون موقعا لمخابئ أسلحة في عموم النمسا.
عندما افتضح أمر الجيوش السرية في أوروبا سنة 1990 صرح الرئيس النمساوي بعدم وجود منظمة مماثلة في النمسا. قامت صحيفة البوسطن غلوب بنشر تقرير صحفي أكد وجود مخابئ أسلحة سرية في النمسا. أدى هذا التقرير لقيام الرئيس النمساوي ثوماس كليستل والمستشار النمساوي فرانز فرانتيسكي بالتصريح بعدم معرفتهم بوجود جيوش سرية في النمسا وطلب إجراء تحقيق شامل من الإدارة الأمريكية حول هذه المزاعم ودورها في الإضرار بحيادية النمسا. جابهت إدارة الرئيس بيل كلينتون الطلب النمساوي بالرفض. صرح المتحدث الرسمي لوزارة الخارجية الأمريكية نيكولاس بيرن وممثل الولايات المتحدة لدى حلف شمال الأطلسي في عهد الرئيس جورج بوش الإبن سنة 2001 في اعتراف بالدور الأمريكي بأن الهدف من هذا الجيش السري كان نبيلا و يهدف لمساعدة النمسا إذا ماتعرضت للغزو السوفييتي، إلا أن الحكومات الأمريكية المتعاقبة أخطأت التقدير عندما لم تخطر الحكومة النمساوية بوجود هذا الجيش.

### فنلندا
عملت السويد مع الإستخبارات الفنلندية لإنشاء جيش سري وشبكة عملاء داخل حدود فنلندا سنة 1944 بهدف مراقبة الأنشطة المعادية بعد الحرب العالمية الثانية. ورغم أن هذه الشبكة لم يتم تفعيلها رسميا، إلا أن المراسلات السرية وشيفرات التواصل ومعدات الإتصالات الفنلندية قد كانت تصل إلى السويد أولا بأول لإستخدامها حتى ثمانينيات القرن العشرين.

كشف وزير الداخلية الفنلندي يرجو لينو (بالفنلندية: Yrjö Leino) سنة 1945 عن جيش سري تم حله في عملية قام بها ضباط الجيش الفنلندي دون تدخل خارجي سنة 1944. كان الهدف من إنشاء هذا الجيش السري إخفاء الأسلحة للقيام بأعمال مقاومة طويلة الأمد إذا ما حاول الجيش السوفييتي إحتلال الأراضي الفنلندية بعد الحرب العالمية الثانية.
نشرت الصحافة السويدية سنة 1991 مقالا تضمن الإدعاء بوجود جيش سري فنلندي له قاعدة للقيادة في ستوكهولم. رد وزير الدفاع الفنلندي على هذه الإدعاءات بالقول أنها "قصص خيالية" قبل أن يضيف بشئ من الحذر أنها "قد تكون قصة رائعة لآ أمتلك أي معطيات حول مدى صحتها". غير أن الرئيس السابق لوكالة الإستخبارات المركزية الأمريكية وليام كولبي قد وصف في مذكراته إنشاء جيوش سرية في دول الشمال الأوروبي - بما في ذلك فنلندا - بعلم أو بدون علم حكومات هذه الدول إستعدادا لأي غزو سوفييتي محتمل.

### اسبانيا
تم الربط بين تشكيل غلاديو والعديد من الأحداث في اسبانيا قبل إنضمامها لحلف شمال الأطلسي سنة 1982. على سبيل المثال فإن مقتل مسلحين كارليين على يد إرهابيين ذوي توجهات يمينية متطرفة وآخرين ذوي إرتباط بمنظمات تحارب الشيوعية سنة 1976 عقب وفاة الديكتاتور الإسباني فرانكو تشكل دليلا واضحا على ارتباط مجموعات داخل إسبانيا بمجموعة غلاديو وعملية كوندور.
كما أظهرت التحقيقات الإيطالية مشاركة كارلو سيسوتيني عضو منظمة غلاديو الإيطالية في مجزرة مدريد سنة 1977 والتي راح ضحيتها خمس من أعضاء نقابات العمال الأسبان ذوي الإرتباط بالحزب الشيوعي الأسباني.
نفى أدولفو سواريز - أول رئيس وزراء منتخب ديموقراطيا في تاريخ اسبانيا - أي معرفة له بخلايا غلاديو على الإطلاق في ضوء نشر التحقيقات الإيطالية.
كما أفاد رئيس الحكومة الإسبانية في فترة التحول الديموقراطي سنة 1981-82 ليوبولدو كالفو سوتيلو أن اسبانيا لم يتم إبلاغها بوجود هذه المنظمة. وعند سؤاله عن مدى علاقة هذه المنظمة بأسبانيا أثناء حكم فرانكو رد بأن اسبانيا لم تكن بحاجة لمنظمة من هذا القبيل، حيث أن النظام الحاكم بأسره كان منظمة غلاديو.
صرح الجنرال الإيطالي فاوستو فورتوناتو الذي ترأس جهاز المخابرات العسكرية الإيطالية بين 1971 و 1974 بأن الولايات المتحدة وفرنسا دعما إنضمام اسبانيا للعملية غلاديو لكنهما جوبها برفض إيطالي. أدت هذه التصريحات إلى إصدار وزير الدفاع الإسباني أمرا بفتح تحقيق حول مدى إرتباط إسبانيا بشبكات غلاديو.
كما نشرت صحيفة إسبانية مقالا تزعم فيه أن عميل الغلاديو آلبرتو فولو والذي كان له دور في كشف النقاب عن هذه المنظمة سنة 1990؛ قد أشار إلى إجتماع لقياديي الشبكة في جزر الكناري سنة 1991،
 وأنه تلقى تدريبات في جزر الكناري خلال سبعينيات القرن العشرين.
علاوة على ذلك، فقد نشرت صحيفة البايس الإسبانية تقريرا يزعم أن منشآت وكالة الفضاء الأمريكية في جزر الكناري قد تم إستخدامها لأنشطة تدريبية لمنظمات غلاديو في سبعينيات القرن العشرين.
كما ذكر العميل البلجيكي السابق آندريه مويان أن منظمة غلاديو قد عملت في اسبانيا وأن لها قواعد عمليات في برشلونة ومدريد وسان سيباستيان وجزر الكناري.

### السويد
قام العميل السري وليام كولبي - والذي أصبح فيما بعد رئيس وكالة الإستخبارات المركزية - بدعم أنشطة تدريب الجيوش السرية في السويد وفنلندا المحايدتين والنرويج و الدنمارك عضوتي حلف شمال الأطلسي أثناء تمركزه في فرع الوكالة في ستوكهولم سنة 1951. إعتقلت السلطات السويدية النازي السويدي أوتو هالبيرغ سنة 1953 الذي كشف أثناء التحقيق معه أنشطة تشكيل الجيش السري في السويد قبل أن تقوم السلطات السويدية بالإفراج عنه وإسقاط كافة التهم الموجهة إليه.

### سويسرا
تم إكتشاف منظمة سرية سويسرية تحمل الإسم P-26 بمحض الصدفة ضمن تحقيقات البرلمان السويسري في أنشطة وزراة الدفاع عقب فضيحة الوثائق السرية السويسرية في صيف 1990 قبل عدة أشهر من قيام جوليو آندريوتي بالكشف عن شبكة غلاديو الإيطالية. حسب تقارير الباحث فيلكس ورستن من المعهد الفدرالي السويسري للتكنولوجيا في زيورخ فإن شبكة P-26 لم تكن مرتبطة مباشرة بشبكة الجيوش السرية لحلف شمال الأطلسي في أوروبا، إلا أن لها إتصالا وثيقا بجهاز الإستخبارات البريطانية MI6.
كما أن الباحث السويسري دانيال غانسر قد نشر مقالا في دورية الإستخبارات و الأمن الوطني المُحكَّمة مقالا تسائل فيه عن مدى ارتباط الجيش السري السويسري بالجيوش السرية في حلف شمال الأطلسي
قام الكولونيل هيربرت آلبوث القائد السابق لخلية P-26 بتقديم رسالة سرية لوزارة الدفاع السويسرية يتعهد فيها بتقديم الحقيقة الكاملة عن نشاط الخلية قبل أن يُعثر عليه في منزله مقتولا بإستخدام حربة سلاحه الشخصي. تم نشر نتائج التحقيق البرلماني في أنشطة الجبش السري السويسري للعموم بتاريخ 17 نوفمبر 1990.

كانت خلية P-26 تتلقى الدعم من جهاز P-27 والذي يعد جهاز إستخبارات أجنبي خاص يمول بشكل جزئي من حكومة سويسرا، علاوة على الدعم الذي قدمته أجهزة الإستخبارات السويسرية والتي جمعت ملفات تحقيق عن ما يقارب 8000 مشتبه به من ضمنهم أشخاص لهم توجهات يسارية وأشخاص ينتمون لطائفة شهود يهوه و أشخاص من معارضي الطاقة النووية حسب وثائق نشرتها الغارديان البريطانية. حلت الحكومة السويسرية خلية P-26 في 14 نوفمبر 1990 بعد نشر وثائق تفيد بتلقي قائدها راتبا سنويا يبلغ 100 ألف جنيه إسترليني.
نشرت وزارة الدفاع سنة 1991 تقرير القضاء السويسري في أنشطة المنظمة. مما ورد في التقرير أن P-26 لم تتمتع إطلاقا بأي غطاء قانوني أو سياسي. أضاف التقرير أن المجموعة كانت على ارتباط وثيق بالمخابرات البريطانية، وأنها قد أجرت إتفاقيات مع البريطانيين دون علم السلطات السويسرية بهدف الحصول على تدريبات قتالية وتدريبات في مجالات الإتصالات وأعمال التخريب. وقعت آخر هذه الإتفاقيات سنة 1987. ذكر التقرير أن كوادر المنظمة شاركت بشكل دوري في تدريبات أقيمت في بريطانيا وأن عملاء بريطانيين يشتبه في كونهم أعضاء من فرقة القوة الجوية الخاصة البريطانية قد قاموا بزيارة مواقع التدريبات السرية في سويسرا.
خلال مؤتمر صحفي لمناقشة أبحاث دانيل غانسر حول الجيوش السرية في أوروبا سنة 2005، قام القائد العام للقوات المسلحة السويسرية في الفترة بين 1977 و 1980 هانز سين بالتصريح أنه أبلغ بوجود جيش سري في منتصف ولايته(1979)، وبحلول سنة 1980 أصبح من الواضح وجود تنظيم سري في سويسرا إثر تفجر قضية شيلين باخمان. كما أشار عضو البرلمان السابق و رئيس الحزب الاشتراكي الديمقراطي السويسري في الفترة بين 1975 و 1990 هلموت هوبشر إلى أ أن وجود تنظيم سري في الجيش السويسري كان أمرا جليا، إلا أنه لم يعرف كسياسي تفاصيل التنظيم. كما أن كارلو شميد، السياسي اليميني ورئيس لجنة التحقيق في قضية P-26 صرح للإعلام كونه في حالة من الصدمة لوجود منظمة كهذه في سويسرا، وأنه سعيد لإنتهاء عمل اللجنة وما رافقها من ضغوطات أثناء عمليات التحقيق. أما هيلموت هوبشر فقد أضاف أنه كان في حالة من الصدمة عندما علم أن خلايا P-26 لم تكن ستفعل فقط في حالة الغزو السوفييتي فحسب، بل أنها كانت ستفعل حال حصول اليسار على أغلبية برلمانية.

## نقد أبحاث المؤرخ دانيال غانسر حول غلاديو
نشر المؤرخ السويسري دانيال غانسر كتابه جيوش الناتو السرية: العملية غلاديو والإرهاب في أوروبا الغربية سنة 2005.  يعتبر هذا الكتاب من أشمل المصادر التي توثق أنشطة شبكات غلاديو، كما أن الكاتب يتهم هذه الشبكات والمنظمات بالعمل على التأثير في مجريات السياسات الأوروبية عبر عمليات العلم الزائف واستراتيجية التوتر.
يزعم غانسر في كتابه وأبحاثه أن العديد من هذه المنظمات أصبحت مرتبطة باليمين المتشدد والمنظمات الإرهابية اليمينية وأنشطة الجريمة المنظمة ومحاولات الإنقلابات. كما يضيف أن هذه المنظمات إرتبطت بشكل وثيق بحلف شمال الأطلسي وأجهزة الإستخبارات كوكالة المخابرات المركزية؛ وأنها استخدمت للقيام بأعمال ارهابية في دول كإيطاليا وتركيا واليونان واسبانيا.
على الرغم من ذلك، فقد قوبلت أبحاث الكاتب بموجة من الإنتقادات. من ضمن الإنتقادات التي وجهت للكتاب مقال للكاتب لورنس كابلان يثني فيه على الكتاب كونه يسلط الضوء على العديد من خيوط مؤامرة يمينية متعددة الأطراف، قبل أن يعود لينتقد محاولة الكاتب الربط بين هذه الخيوط و حلف الناتو دون وجود أدلة ملموسة. أضاف الكاتب أن بعضا من هذه النظريات والأحداث قد تكون صحيحة، إلا أن التركيز على نظريات المؤامرة ونبرة الكاتب يسببان ضررا لمصداقية الكاتب والكتاب في آن واحد.
كما نشرت الكاتبة بياتريس هيوسر مقالا محكما تثني فيه على الكاتب، قبل أن تنتقد لهجة الكتاب الجدلية في المجمل. بينما أشار المحلل في شئون الأمن جون باردوس إلى كون غانسر المحلل الأكثر إطلاعا على أنشطة شبكات غلاديو، وأن ما نشره يعد دليلا على أن هذه الشبكة حادت عن هدفها الأساسي لتتحول إلى جهاز يعمل على اغتيال الديموقراطية في المجتمع الأوروبي.

## في وسائل الإعلام
- The Fox  في قاعدة بيانات الأفلام على الإنترنت (بالإنجليزية) دراما إنجليزية تتمحور أحداثها حول منظمة غلاديو انتجت في هولندا.
- Gladio  في قاعدة بيانات الأفلام على الإنترنت (بالإنجليزية). وثائقي من ثلاث أجزاء أنتجته هيئة الإذاعة البريطانية سنة 1992.
- NATO's Secret Armies  في قاعدة بيانات الأفلام على الإنترنت (بالإنجليزية) وثائقي أنتج سنة 2010.
- Gladio – Geheimarmeen in Europa  في قاعدة بيانات الأفلام على الإنترنت (بالإنجليزية) وثائقي ألماني أنتج سنة 2011.
- Romanzo Criminale  في قاعدة بيانات الأفلام على الإنترنت (بالإنجليزية) عمل درامي يتمحور حول إستراتيجية التوتر أنتج سنة 2005.
- Valley of the Wolves: Gladio  في قاعدة بيانات الأفلام على الإنترنت (بالإنجليزية)عمل درامي تركي أنتج سنة 2009.

## الهوامش
1 : (بالإيطالية: Gladio)
2 : The Third World War: August 1985 (ردمك 9780425101926)
3 : The Third World War: The untold story (ردمك 9780283988639)
4 : قام السيناتور الإيطالي جيوفاني بيليغرينو لاحقا بقيادة لجنة التحقيق البرلمانية في أعمال التفجيرات خلال سنوات الرصاص بإيطاليا.

### الكتب
1. ↑  
Agee, Philip; Wolf, Louis (1978). Dirty Work: The CIA in Western Europe (بالإنجليزية).
2. ↑  
Daniele Ganser (2004). NATO's Secret Armies: Operation GLADIO and Terrorism in Western Europe (بالإنجليزية).
3. ↑  Philip, Willan (2002). Puppetmasters: The Political Use of Terrorism in Italy (بالإنجليزية).
4. ↑  
Williams، Paul L. (2015). Operation Gladio: The Unholy Alliance Between the Vatican, the CIA, and the Mafia.
5. ↑  
Lampe, David (1968). The Last Ditch: Britain's Resistance Plans against the Nazis (بالإنجليزية). Cassell. ISBN:0-304-92519-5.
6. ↑  
Scott، Len؛ Hughes، R. Gerald (2007). Intelligence, Crises and Security: Prospects and Retrospects. Routledge. ص. 123. ISBN:9780415464307.
7. ↑  Willan، Phillip (2002). Puppetmasters: The Political Use of Terrorism in Italy. iUniverse. ص. 149–150. ISBN:9781469710846.
8. ↑  Cook، Bernard A (2001). Europe Since 1945: An Encyclopedia. Taylor & Francis. ج. 1. ص. 510. ISBN:9780815340577.
9. ↑  Agee, Philip; Wolf, Louis (1978). Dirty Work: The CIA in Western Europe (بالإنجليزية). Lyle Stuart Inc. p. 154. ISBN:9780818402685.
10. 1 2  Ganser، Daniele (2004). NATO's Secret Armies: Operation GLADIO and Terrorism in Western Europe (PDF). ص. 221. ISBN:9780714685007. مؤرشف من الأصل (PDF) في 2023-01-16.
11. ↑  Riste، Olav (1999). The Norwegian Intelligence Service: 1945–1970. Routledge. ص. 45–48. ISBN:978-0-7146-4900-9.
12. ↑  McKay, C. G.; Beckman, Bengt (2002). Swedish Signal Intelligence (بالإنجليزية). Frank Cass Publishers. p. 202. ISBN:9780415761352.
13. ↑  Deland, Mats; Westin, Charles (2007). Brunt! Nationalistisk & nazistisk mobilisering i vår närmaste omvärld under efterkrigstiden (بالسويدية). Stockholm: Bokförlaget Atlas. ISBN:9789185677535. Archived from the original on 2022-11-14. Fram till krigsslutet och något år därefter verkar hans aktiviteter huvudsakligen ha kanaliserats genom partiet och dess tidning Den svenske folksocialisten, som han redigerade.
14. ↑  
Anton, Andreas; Schetsche, Michael; Walter, Michael K. (2014). Konspiration (بالألمانية). ألمانيا: Springer VS. p. 175. ISBN:978-3-531-19324-3.
15. ↑  
Prados, John (2006). Safe for Democracy: The Secret Wars of the CIA (بالإنجليزية). Ivan R. Dee. p. 95. ISBN:9781615780112. Archived from the original on 2022-03-21.

### التقارير والدوريات المحكمة
1. ↑  
Del Pero, Mario (2001). "The United States and "Psychological Warfare" in Italy, 1948-1955". The Journal of American History (بالإنجليزية). 87 (4): 1304–1334. DOI:10.2307/2674730. ISSN:0021-8723. JSTOR:2674730. PMID:17152679. Archived from the original on 2023-01-17.
2. ↑  
Ganser (1 أكتوبر 2006). "The CIA in Western Europe and the abuse of human rights". Intelligence and National Security. ج. 21 ع. 5: 760–781. DOI:10.1080/02684520600957712. ISSN:0268-4527. S2CID:154898281. مؤرشف من الأصل في 2023-01-14.{{استشهاد بدورية محكمة}}:  صيانة الاستشهاد: التاريخ والسنة (link)
3. 1 2  
"RESOLUTION on the Gladio affair, item D". Eur-lex.europa.eu (بالإنجليزية). p. 16. Archived from the original on 2023-03-18.
4. ↑  
"Belgian parliamentary report concerning the stay-behind network" (PDF) (بالإنجليزية). 1 Oct 1991. pp. 17–22. Archived from the original (PDF) on 2007-07-10. Retrieved 2023-02-05. {{استشهاد ويب}}: |archive-date= / |archive-url= timestamp mismatch (help)
}}
5. ↑  
Sinai, Tamir (8 Dec 2020). "Eyes on target: 'Stay-behind' forces during the Cold War". War in History (بالإنجليزية). 28 (3): 681–700. DOI:10.1177/0968344520914345. Archived from the original on 2023-01-29.{{استشهاد بدورية محكمة}}:  صيانة الاستشهاد: التاريخ والسنة (link)
6. ↑  
Sinai, Tamir (8 Dec 2020). "Eyes on target: 'Stay-behind' forces during the Cold War". War in History (بالإنجليزية). SAGE Publications. 28 (3): 681–700. DOI:10.1177/0968344520914345. ISSN:0968-3445. Archived from the original on 2023-01-29.
7. 1 2 3 4  
Ganser، Daniele (2005). "Terrorism in Western Europe: An Approach to NATO's Secret Stay-Behind Armies" (PDF). شتاء/ربيع 2005. نيوجيرسي: مجلة الدبلوماسية والعلاقات الدولية. الجزء 6، رقم 1. مؤرشف من الأصل (PDF) في 2023-03-18.
8. ↑  
Secker, Tom. "Operation Gladio Document Collection" (PDF). Biblioteca Pleyades (بالإنجليزية). Archived from the original (PDF) on 2023-01-14.
9. ↑  Herman, Edward S (Jun 1991). "Hiding Western Terror". Nation (بالإنجليزية): 21–22.
10. ↑  Cacciatore, Francesco (2021). "Stay-behind networks and interim flexible strategy: the 'Gladio' case and US covert intervention in Italy in the Cold War". Intelligence and National Security (بالإنجليزية). DOI:10.1080/02684527.2021.1911436.
11. 1 2  
"European Parliament resolution on Gladio". ويكي مصدر. مؤرشف من الأصل في 2023-03-18.
12. ↑  Cogan, Charles (16 Nov 2007). "'Stay-Behind' in France: Much ado about nothing?". Journal of Strategic Studies (بالإنجليزية). 30 (6): 937–954. DOI:10.1080/01402390701676493. S2CID:154529125. Archived from the original on 2023-02-03.{{استشهاد بدورية محكمة}}:  صيانة الاستشهاد: التاريخ والسنة (link)
13. ↑  Ganser, Daniele (2005). "The British Secret Service in Neutral Switzerland: An Unfinished Debate on NATO's Cold War Stay-behind Armies". Intelligence and National Security review (بالإنجليزية). 20 (4): 553–580. ISSN:0268-4527. Archived from the original on 2010-07-13. Retrieved 2010-07-13.
14. ↑  "Schwarzer Schatten". دير شبيغل (بالألمانية). No. 50. 10 Dec 1990. pp. 194b–200a. Archived from the original on 2023-01-16.
15. ↑  Lawrence, Kaplan (2006). "Review of NATO's Secret Armies". The International History Review (بالإنجليزية): 685–686.
16. ↑  
Heuser, Beatrice (2006). "Review of NATO's Secret Armies". The International History Review (بالإنجليزية). Cold War History: 567–568.

### الأخبار ومراجع ويب
1. ↑  
Clare Pedrick (14 Nov 1990). "CIA Organized Secret Army in Western Europe". Washington Post (بالإنجليزية). ISSN:0190-8286. Archived from the original on 2023-03-24.
2. ↑  
Clyde; Haberman (16/11/1990). "Evolution in Europe; Italy Discloses Its Web Of Cold War Guerrillas". نيويورك تايمز (بالإنجليزية) (Special to The New York Times ed.). Archived from the original on 18 مارس 2023. Retrieved February 20, 2015. {{استشهاد بخبر}}: تحقق من التاريخ في: |تاريخ= (help)
3. ↑  
"History". Scots Guards Association (بالإنجليزية). 19 Jun 2014. Archived from the original on 2022-10-09.{{استشهاد ويب}}:  صيانة الاستشهاد: التاريخ والسنة (link)
4. 1 2 3 4 5 6 7 8 9  
"Secret Warfare: Operation Gladio and NATO's Stay-Behind Armies". Parallel History Project (بالإنجليزية). المعهد الفدرالي السويسري للتكنولوجيا في زيورخ. 12 Dec 2008. Chronology. Archived from the original on 2008-12-12. Retrieved 2023-01-29.{{استشهاد ويب}}:  صيانة الاستشهاد: التاريخ والسنة (link)
5. 1 2  
"Secret Italian Unit" (بالإنجليزية). الغارديان. 17 Nov 1990. p. 10. Archived from the original on 2022-10-18. Retrieved 2023-01-29.{{استشهاد ويب}}:  صيانة الاستشهاد: التاريخ والسنة (link)
6. ↑  
"Obituary: General Sir Anthony Farrar-Hockley". الغارديان (بالإنجليزية). 15 Mar 2006. Archived from the original on 2022-12-19.{{استشهاد ويب}}:  صيانة الاستشهاد: التاريخ والسنة (link)
7. ↑  
Peake، Hayden B. (15 أبريل 2007). "Intelligence in Recent Public Literature". The Intelligence Officer's Bookshelf. وكالة الاستخبارات المركزية. مؤرشف من الأصل في 2007-06-13. اطلع عليه بتاريخ 2023-01-29.{{استشهاد ويب}}:  صيانة الاستشهاد: التاريخ والسنة (link)
8. ↑  
"Secret Cold-War Network Group Hid Arms, Belgian Member Says". بروكسل. Reuters. 13 نوفمبر 1990.
9. ↑  
Pedrick, Clare؛ Lardner, George Jr (14 نوفمبر 1990). "CIA Organized Secret Army in Western Europe". واشنطن بوست. مؤرشف من الأصل في 2018-09-27.
10. 1 2  
"la Repubblica/fatti: Strage di Piazza Fontana spunta un agente Usa". Repubblica.it (بالإيطالية). 28 Oct 2020. Archived from the original on 2023-03-18.{{استشهاد ويب}}:  صيانة الاستشهاد: التاريخ والسنة (link)
11. 1 2  
Norton-Taylor، Richard (20 سبتمبر 1991). "UK trained secret Swiss force". الغارديان. ص. 7. مؤرشف من الأصل في 2022-12-10. اطلع عليه بتاريخ 2022-12-10.
12. 1 2 3  
"The Dark Side of the West: Nato Secret Armies and P-26". 10/02/2005. مؤرشف من الأصل في 29-11-2022. اطلع عليه بتاريخ 29-01-2023. {{استشهاد ويب}}: تحقق من التاريخ في: |تاريخ= (مساعدة)صيانة الاستشهاد: التاريخ والسنة (link)
13. ↑  "Parlementaire Commissie (1991)" (PDF). senate.be (بالفرنسية). Archived from the original (PDF) on 2023-03-18.
14. ↑  
"Clarion: Philip Willan, Guardian, 24 June 2000, page 19". Cambridgeclarion.org. 2000. مؤرشف من الأصل في 2023-03-18.
15. 1 2  "Misinformation about 'Gladio/Stay Behind' Networks Resurfaces". United States Department of State. مؤرشف من الأصل في 2008-03-28. اطلع عليه بتاريخ 2023-01-29.
16. ↑  Willan, Philip (21 Jun 2001). "Obituary - Paolo Emilio Taviani" (بالإنجليزية). الغارديان. Archived from the original on 2022-12-22. Retrieved 2023-01-29.{{استشهاد ويب}}:  صيانة الاستشهاد: التاريخ والسنة (link)
17. ↑  "Operazione Gladio". Rough Diplomacy (بالإنجليزية). Apr 2018. Archived from the original on 2023-03-18.{{استشهاد ويب}}:  صيانة الاستشهاد: التاريخ والسنة (link)
18. ↑  
Barbera, Myriam (10 Nov 1990). "Gladio: et la France?" (بالفرنسية). L'Humanité. Archived from the original on 2009-08-21. Retrieved 2023-01-29.{{استشهاد ويب}}:  صيانة الاستشهاد: التاريخ والسنة (link)
19. ↑  
"Caso Moro. Morire di Gladio". La Voce della Campania (بالإيطالية). Jan 2005. Archived from the original on 2009-02-15.
20. ↑  
"Gladio e caso Moro: Arconte su morte Ferraro". La Nuova Sardegna (بالإيطالية). Digilander. Archived from the original on 2022-11-30.
21. ↑  
Pallister, David (5 Dec 1990). "How M16 and SAS Join In". الغارديان (بالإنجليزية). Archived from the original on 2022-12-30.{{استشهاد ويب}}:  صيانة الاستشهاد: التاريخ والسنة (link)
22. 1 2  
"Three jailed for 1969 Milan bomb". The Guardian. 2 يوليو 2001. مؤرشف من الأصل في 2023-03-18.
23. ↑  
Gladio (TV Movie 1992) - IMDb (بالإنجليزية), 29 Oct 2020, Archived from the original on 2023-01-16
24. ↑  
"Belgian Permanent Committee for the Control of Intelligence Services". 2002. مؤرشف من الأصل في 2006-06-23. اطلع عليه بتاريخ 2006-06-23.
25. 1 2  Colby, William. "A Scandinavian Spy" (PDF) (بالإنجليزية). Archived from the original (PDF) on 2016-04-29. Retrieved 2016-04-29.
26. ↑  "Secret Warfare: Operation Gladio and NATO's Stay-Behind Armies". Parallel History Project. 2016. مؤرشف من الأصل في 2023-03-18.
27. ↑  Kwitny، Jonathan (6 أبريل 1992). "The C.I.A.'s Secret Armies in Europe". The Nation. ص. 446–447. مؤرشف من الأصل في 2007-10-11. اطلع عليه بتاريخ 2007-10-11. تمت الإشارة للمصدر في كتاب غاسنر "الإرهاب في أوروبا (Terrorism in Europe)".[وصلة مكسورة]
28. ↑  "Du Temple Solaire au réseau Gladio, en passant par Politica Hermetica..." amnistia.net (بالفرنسية). 27 Feb 2002. Archived from the original on 2006-08-23.
29. ↑  Christopher؛ Lee (7 يونيو 2006). "CIA Ties With Ex-Nazis Shown". واشنطن بوست. مؤرشف من الأصل في 2022-04-11. اطلع عليه بتاريخ 2023-02-03.
30. ↑  
"NATO's secret network 'also operated in France'". الغارديان. 14 نوفمبر 1990. ص. 6. مؤرشف من الأصل في 2022-10-12. اطلع عليه بتاريخ 2022-10-12.
31. ↑  "Clarion: Nato network in France". Cambridge Clarion Group. 14 نوفمبر 1990. مؤرشف من الأصل في 2023-03-18.
32. ↑  "Jongeren vinden wapenarsenaal van geheime dienst" (PDF). Mijngelderlandmedia.azureedge.net (بالهولندية). 5 Mar 2022. Archived from the original (PDF) on 2022-10-09.{{استشهاد ويب}}:  صيانة الاستشهاد: التاريخ والسنة (link)
33. 1 2 3 4  "Secret Gladio Network Planted Weapons Caches in NATO Countries". AP News Archive. 13 نوفمبر 1990. مؤرشف من الأصل في 2023-03-18.
34. ↑  "Secret Warfare: Operation Gladio and NATO's Stay-Behind Armies". Parallel History Project on Cooperative Security (PHP). مؤرشف من الأصل في 2008-12-12. اطلع عليه بتاريخ 2009-02-17.
35. ↑  "MIVD verzwijgt wapenvondst in onderwereld" (بالهولندية). Nu.nl. 9 Sep 2007. Archived from the original on 2022-10-18. Retrieved 2015-01-11.
36. ↑  "Gladio". Brandpunt Reporter. 9 سبتمبر 2007. مؤرشف من الأصل في 2023-03-18. اطلع عليه بتاريخ 2015-01-11.
37. ↑  "Secret Anti-Communist Network Exposed in Norway in 1978". Associated Press. 14 نوفمبر 1990.
38. ↑  "İtalyan Gladiosu'nu çözen savcı: En etkili Gladio sizde". SABAH (بالتركية). 28 Apr 2008. Archived from the original on 2015-02-20. Retrieved 2020-01-13. {{استشهاد ويب}}: |archive-date= / |archive-url= timestamp mismatch (help)
39. ↑  Aziz; Üstel (14 Jul 2008). "Savcı, Ergenekon'u Kenan Evren'e sormalı asıl!". Star Gazete (بالتركية). Archived from the original on 2023-02-09. Retrieved 2008-10-21. Türkiye'deki gizli ordunun adı kontr gerilladır.
40. ↑  Lendman, Stephen (2010). "NATO's Secret Armies". MCW News (بالإنجليزية). Archived from the original on 2023-03-18.
41. ↑  "CARLISMO MONTEJURRA LIBERTAD Actos de Montejurra 2006". Montejurra Jurramendi (بالإسبانية). Archived from the original on 2005-10-26. Retrieved 2005-10-26.
42. ↑  "Un informe oficial italiano implica en el crimen de Atocha al 'ultra' Cicuttini, relacionado con Gladio". El Pais (بالإسبانية). 2 Dec 1990. Archived from the original on 2012-02-05. Retrieved 2012-02-05.
43. ↑  "Suárez afirma que en su etapa de presidente nunca se habló de la red Gladio". El Pais (بالإسبانية). 18 Nov 1990. Archived from the original on 2011-08-11. Retrieved 2011-08-11.
44. ↑  "Calvo Sotelo asegura que España no fue informada, cuando entró en la OTAN, de la existencia de Gladio". El Pais (بالإسبانية). 21 Nov 1990. Archived from the original on 2012-01-12. Retrieved 2012-01-12.
45. ↑  "Italia vetó la entrada de España en Gladio, según un ex jefe del espionaje italiano". El Pais (بالإسبانية). 17 Nov 1990. Archived from the original on 2012-01-12. Retrieved 2012-01-12.
46. ↑  
"Serra ordena indagar sobre la red Gladio en España". El Pais (بالإسبانية). 16 Nov 1990. Archived from the original on 2011-11-23. Retrieved 2011-11-23.
47. ↑  "La 'red Gladio' continúa operando, según el ex agente Alberto Volo". El Pais (بالإسبانية). 19 Aug 1991. Archived from the original on 2011-12-23. Retrieved 2011-12-23.
48. ↑  "El secretario de la OTAN elude precisar si España tuvo relación con la red Gladio". El Pais (بالإسبانية). 24 Nov 1990. Archived from the original on 2012-01-12. Retrieved 2012-01-12.
49. ↑  "Indicios de que la red Gladio utilizó una vieja estación de la NASA en Gran Canaria". El Pais (بالإسبانية). 26 Nov 1990. Archived from the original on 2023-03-18.
50. ↑  "La red secreta de la OTAN operaba en España, según un ex agente belga". El Pais (بالإسبانية). 14 Nov 1990. Archived from the original on 2012-01-11. Retrieved 2012-01-11.
51. ↑  Richard; Norton-Taylor (5 Dec 1990). "The Gladio File: did fear of communism throw West into the arms of terrorists?". الغارديان (بالإنجليزية). Archived from the original on 2022-12-30. Retrieved 2022-12-30.

### قراءة معمقة
- William Egan Colby and Peter Forbath (1978). Honorable Men: My Life in the CIA. (ردمك 0671228757).
- Daniele Ganser (2005). NATO's Secret Armies: Operation GLADIO and Terrorism in Western Europe. (ردمك 0714685003).
- Sibel Edmonds (2014). The Lone Gladio. (ردمك 0692213295).
- Paul L. Williams (author)|Paul L. Williams (2015). Operation Gladio: The Unholy Alliance between the Vatican, the CIA, and the Mafia, Prometheus Books. (ردمك 978-1616149741).
- Francesco Cacciatore (2021). "Stay-behind Networks and Interim Flexible Strategy: The 'Gladio' Case and US Covert Intervention in Italy in the Cold War." Intelligence and National Security. دُوِي:10.1080/02684527.2021.1911436.
- Claudio Sestieri; Giovanni Pellegrino; Giovanni Fasanella: Segreto di Stato: la verità da Gladio al caso Moro. Torino: Einaudi, 2000. (ردمك 9788806156251) (see civic website of Bologna) (بالإيطالية)
- Jan Willems, Gladio, 1991, EPO-Dossier, Bruxelles ((ردمك 2-87262-051-6)). (بالفرنسية)
- Jens Mecklenburg, Gladio. Die geheime Terrororganisation der Nato, 1997, Elefanten Press Verlag GmbH, Berlin ((ردمك 3-88520-612-9)). (بالألمانية)
- Leo A. Müller, Gladio. Das Erbe des kalten Krieges, 1991, RoRoRo-Taschenbuch Aktuell no 12993 ((ردمك 3499 129930)). (بالألمانية)
- Jean-François Brozzu-Gentile, L'Affaire Gladio. Les réseaux secrets américains au cœur du terrorisme en Europe, 1994, Éditions Albin Michel, Paris ((ردمك 2-226-06919-4)). (بالفرنسية)
- Anna Laura Braghetti, Paola Tavella, Le Prisonnier. 55 jours avec Aldo Moro, 1999 (translated from Italian: Il Prigioniero), Éditions Denoël, Paris ((ردمك 2-207-24888-7)) (بالإيطالية والفرنسية)
- Regine Igel, Andreotti. Politik zwischen Geheimdienst und Mafia, 1997, Herbig Verlagsbuchhandlung GmbH, Munich ((ردمك 3-7766-1951-1)). (بالألمانية)
- François Vitrani, "L'Italie, un Etat de 'souveraineté limitée' ?", in Le Monde diplomatique, December 1990. (بالفرنسية)
- Patrick Boucheron, "L'affaire Sofri: un procès en sorcellerie?", in L'Histoire magazine, n°217 (January 1998) حول كتاب The judge and the historian (بالفرنسية)
- "Les procès Andreotti en Italie". (بالفرنسية)
- Angelo Paratico: Gli assassini del karma Roma: Robin, 2004. (ردمك 978-8873710646).

## روابط خارجية
- European Parliament resolution on Gladio  – عبر ويكي مصدر.
- Secret Warfare: Operation Gladio and NATO's Stay-Behind Armies. Daniele Ganser and Christian Nuenlist, 29 Nov 2004. Parallel History Project, ETH Zürich. (Internet Archive mirror)
- NATO's Secret Armies. by Daniele Ganser, 2005. نص كامل.
- Lectures حفل إطلاق كتاب NATO's Secret Armies.
- Reviews of NATO's Secret Armies.
- Operation Gladio. وثائقي هيئة الإذاعة البريطانية سنة 1992.
- NATO's Secret Armies. وثائقي (2009).